# Филью, Адониас
Адониас Агиар Филью (порт. Adonias Aguiar Filho; 27 ноября 1915 — 2 августа 1990) — бразильский писатель, член Бразильской литературной академии с 23 мая 1965 года.

## Биография
Родился в Итагуипе, окончил среднюю школу в Салвадоре и через два года после этого, в 1936 году, переехал из Баии в Рио-де-Жанейро, где продолжил свою начатую ещё в родном штате карьеру журналиста. На протяжении первой половины 1940-х годов сотрудничал со многими крупными газетами Рио и Сан-Паулу, с 1946 по 1950 год возглавлял издательство Noite. Он был директором Serviço Nacional de Teatro в 1954 году и директором Национальной Библиотеки с 1961 по 1971 год. С 1977 года до конца жизни возглавлял Conselho Federal de Cultura.

## Творчество
Творчество Филью включает в себя бытовые (как правило, о жизни в южной Баии) и любовные романы, его произведения были переведены на многие европейские языки.